# Miltonia candida
Miltonia candida es una especie de orquídea terrestre perteneciente a la familia Orchidaceae. Se distribuyen por los estados brasileños de Espírito Santo, Río de Janeiro y São Paulo, donde crecen en los bosques de la parte baja de las regiones de montaña con alto grado de humedad en alturas entre 500 y 600 metros.

## Descripción
Las plantas florecen en torno a octubre a noviembre con inflorescencias que soportan normalmente  de 4 a 6 flores, estas tienen  6 - 7 cm de ancho con los sépalos y pétalos de color amarillo con grandes manchas de color marrón,  el labio es de color blanco con marcas de color lavanda en su base.

## Cultivo
Crecen en condiciones intermedias con moderada luz durante el verano, y más luz durante el invierno. Durante el período de vegetación, la alta humedad es esencial para el éxito del cultivo. Su tiesto  mediano no debe secarse por completo, pero necesita suficiente drenaje para evitar que se pudra la raíz. Es necesario regarlas con frecuencia, si es posible por la mañana para imitar el rocío matinal de su hábitat natural. Las plantas en maceta debe tener un desagüe medio, como medio de corteza de abeto.

## Sinonimia
- Anneliesia candida Lindl. Breiger & Lueckel 1983;
- Anneliesia candida var. purpureoviolacea (Cogn.) Brieger & Lückel 1984;
- Miltonia candida var. purpureoviolacea Cogn 1898;
- Oncidium candidum Lindl. Rchb.f. non Lindl. 1864[1]
- Miltonia candida var. flavescens Hook. (1840).
- Miltonia candida var. purpureoviolacea Cogn. (1898).
- Anneliesia candida var. purpureoviolacea (Cogn.) Brieger & Lückel (1984).[2]